# 建和 (东汉)
建和（147年—149年）是东汉皇帝汉桓帝刘志的第一个年号。汉朝使用这个年号时间共计3年。

## 改元
- 本初二年——正月初一日，改元為建和元年。[2]
- 建和四年——正月初一日，改元為和平元年。[2]

## 紀年農曆對照表
表格中各月的干支即為各月的第1日，「大」表示該月有30日，「小」表示該月有29日，「閏月」表格中的中文數字表示該年為閏某月（比如「三己巳」裡有中文數字「三」，即表示該行所在年份有閏三月），各月初一底下的數字表示對應的西曆日期。
| 西元  | 干支 | 紀年     | 正月   | 二月   | 三月   | 四月   | 五月   | 六月   | 七月   | 八月   | 九月   | 十月   | 十一月 | 十二月   | 閏月     |
| ----- | ---- | -------- | ------ | ------ | ------ | ------ | ------ | ------ | ------ | ------ | ------ | ------ | ------ | -------- | -------- |
| 147年 | 丁亥 | 建和元年 | 辛亥大 | 辛巳小 | 庚戌大 | 庚辰小 | 己酉大 | 己卯小 | 戊申大 | 戊寅小 | 丁未大 | 丁丑大 | 丁未小 | 丙子大   |          |
| 147年 | 丁亥 | 建和元年 | 2/18   | 3/20   | 4/18   | 5/18   | 6/16   | 7/16   | 8/14   | 9/13   | 10/12  | 11/11  | 12/11  | 148/1/9  |          |
| 148年 | 戊子 | 建和二年 | 丙午小 | 乙亥大 | 乙巳小 | 甲戌大 | 甲辰小 | 癸酉大 | 癸卯小 | 壬申大 | 壬寅小 | 辛未大 | 辛丑小 | 庚午大   |          |
| 148年 | 戊子 | 建和二年 | 2/8    | 3/8    | 4/7    | 5/6    | 6/5    | 7/4    | 8/3    | 9/1    | 10/1   | 10/30  | 11/29  | 12/28    |          |
| 149年 | 己丑 | 建和三年 | 庚子小 | 己巳大 | 己亥大 | 戊戌大 | 戊辰小 | 丁酉大 | 丁卯小 | 丙申大 | 丙寅小 | 乙未大 | 乙丑小 | 甲午大   | 三己巳小 |
| 149年 | 己丑 | 建和三年 | 1/27   | 2/25   | 3/27   | 5/25   | 6/24   | 7/23   | 8/22   | 9/20   | 10/20  | 11/18  | 12/18  | 150/1/16 | 4/26     |

## 参見
- 中國年號索引
- 其他时期使用的建和年号